# Ukradená divočina
Ukradená divočina je česká ochranářská kampaň, která vznikla v roce 2018 ve spolupráci organizace The Kukang Rescue Program a Zoo Ostrava.
Cílem kampaně je šířit osvětu o nepříliš známých faktech nelegálního využívání a obchodování s divokými zvířaty, jejich částmi a výrobky z nich především v Česku, ale i jinde v Evropě (tzv. „wildlife trafficking“). Jedná se o jeden z nejvíce lukrativních ilegálních obchodů na světě. Prodej slonoviny mj. financuje činnost některých teroristických skupin. K hlavním příčinám obliby ilegálního obchodu patří tradiční čínská medicína, obchod s domácími mazlíčky či suvenýry.
Ukradená divočina vznikla na základě mnohaletých zkušeností dlouholeté vedoucí Oddělení mezinárodní ochrany biodiverzity a CITES České inspekce životního prostředí Pavly Říhové. Duchovním otcem kampaně i klíčovou osobou partnerství záchranného programu Kukang se Zoo Ostrava v roce 2014 byl tehdejší ředitel Zoo Ostrava Petr Čolas. Spoluzakladateli jsou dále zakladatelé Záchranného programu Kukang František Příbrský a Lucie Čižmářová. Fotografkou kampaně je právě Lucie Čižmářová.

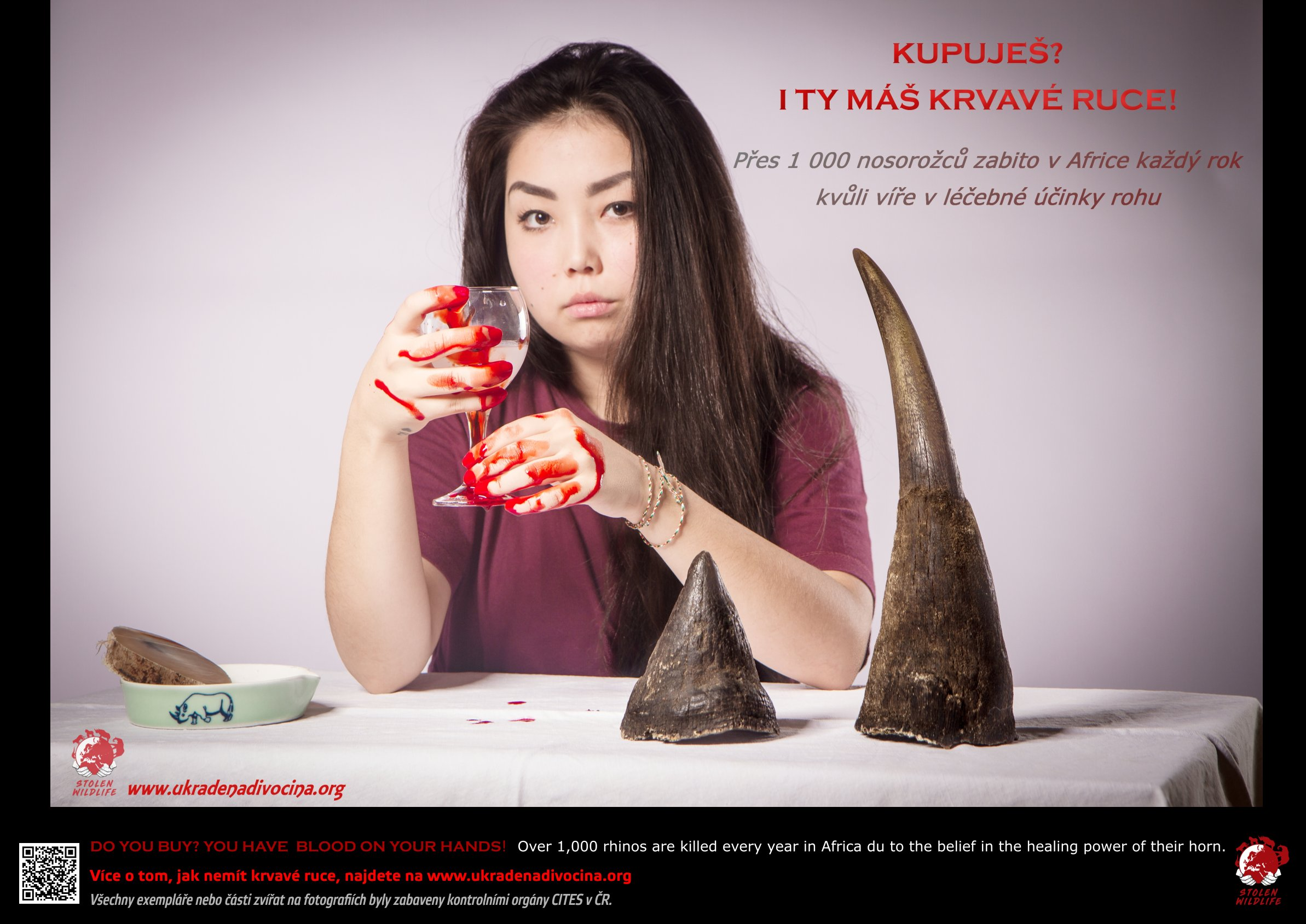
Panel z 1. série Ukradené divočiny

Hlavní osou kampaně jsou osvětové webové stránky. Kampaň má však také svou fyzickou část v podobě výstav či tzv. stezek Ohrožené divočiny zpravidla v zoologických zahradách. Všechny exempláře a části zvířat použité na fotografiích zabavily kontrolní orgány v Česku. Jedná se o slonovinu, nosorožčí rohy, kožešiny kočkovitých šelem či šupiny luskounů. V rámci kampaně postupně vznikly tři série fotografií. Fotografie vznikaly v ateliéru Střední školy oděvní a služeb Vizovice.
Od roku 2018 se ke kampani připojilo a výstavu jejích osvětových fotografií si ve svém areálu nainstalovalo 16 českých a slovenských zoologických zahrad, Kölner Zoo v Německu, Zoo Tallinn v Estonsku a přibývají další.

## Historie

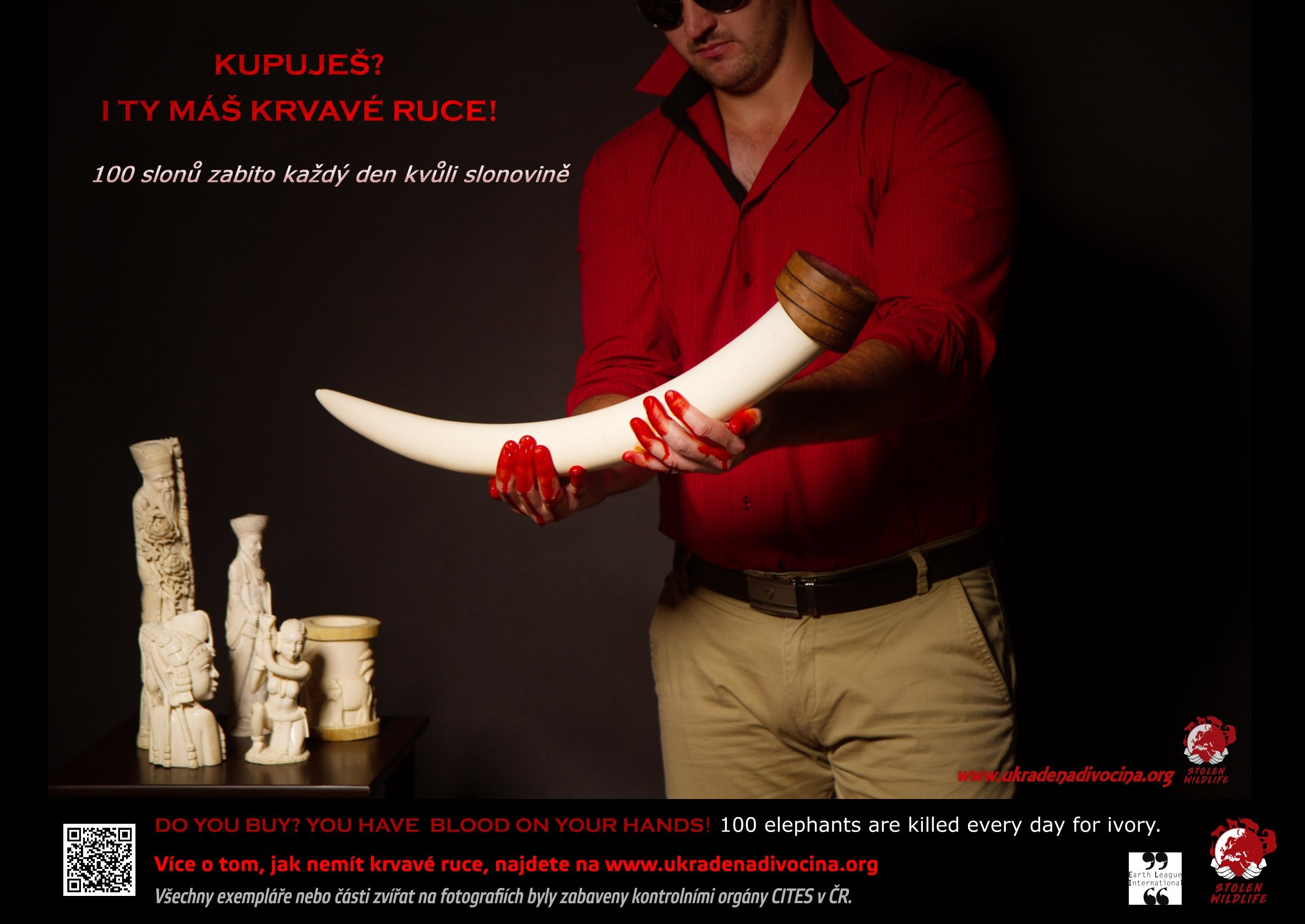
Panel z 1. série Ukradené divočiny

2018 – instalace výstav v těchto institucích: Zoo Ostrava, Zoo Hodonín, Zoo Plzeň, Zoo Jihlava, Zoo Na Hrádečku, Zoo Dvorec, Zoo Tábor, Zoopark Chomutov, Zoo Hluboká, Krajský úřad Středočeského kraje, Česká zemědělská univerzita, školy a další instituce
2019 – ke kampani se přidaly další zoo: Zoo Brno, Zoo Olomouc, Zoo Bojnice (Slovensko). Zoo Brno vytvořila expozici Ukradená divočina ve své pobočce v Radnické ulici.
2020 – zveřejnění druhé série fotografií (osvětových fotopanelů) Lucie Čižmářové; do kampaně jsou zapojeny tyto zoo a instituce:
- Česko: Zoo Praha, Zoo Dvůr Králové, Zoo Chleby, Zoo Ostrava, Zoo Olomouc, Zoo Jihlava, Zoo Hluboká, Zoo Na Hrádečku, Krajský úřad Plzeňského kraje
- Slovensko: Zoo Bojnice, Zoo Bratislava
- Španělsko: Universitat Autònoma de Barcelona (elektronická verze)

2021 – ke kampani se připojily Malkia Park (Slovensko) a Zoo Tallinn (Estonsko). Focení třetí série (říjen)
2022 – zveřejnění třetí série osvětových fotopanelů – premiéra fotografií na konferenci o ochraně divoké přírody CoP19 CITES v Panamě. Zapojené zoo: Zoo Jihlava, Zoo Plzeň, Zoo Olomouc, Zoo Ostrava, Zoo Hodonín, Zoo Na Hrádečku, Zoo Hluboká, Safari Park Dvůr Králové, Zoo Dvorec (všechny Česko), Zoo Bojnice (Slovensko), Malkia Park (Slovensko), Zoo Riga (Lotyšsko).
2023 – ke kampani se připojily Zoo Lodž (Polsko) a Zoo Riga (Lotyšsko).

## Ocenění
2018 – ocenění „Honorable Mention 2018“ v mezinárodní soutěži International Photography Awards (IPA), a to za první sérii fotografií Lucie Čižmářové v rámci kampaně Ukradená divočina.
2019 – 3. místo v mezinárodní soutěži pro talentované fotografy The Tokyo International Foto Awards (TIFA) v kategorii „Věda – Životní prostředí“: Lucie Čižmářová a její fotografie „Dost bylo plastu!“ (v rámci druhé série Ukradené divočiny)